# Ewa Matecka
Ewa Jolanta Matecka z domu Stodolna (ur. 3 listopada 1956 w Ostrowie Wielkopolskim) – polska urzędniczka samorządowa i polityk, wiceprezydent Ostrowa Wielkopolskiego (2014–2019), senator X i XI kadencji (od 2019).

## Życiorys
Córka Bernardyna i Leokadii. W 1980 ukończyła studia z zakresu archeologii na Uniwersytecie im. Adama Mickiewicza w Poznaniu. Przez ponad trzydzieści lat pracowała w instytucjach kultury w Ostrowie Wielkopolskim. W latach 1983–2002 pełniła funkcję dyrektora Galerii Sztuki Współczesnej. Od 1990 do 1994 była radną miejską i członkinią zarządu miasta. W wyborach samorządowych w 1998 bezskutecznie ubiegała się o mandat radnej Ostrowa Wielkopolskiego z listy Unii Wolności. W 2002 została prezesem Przedsiębiorstwa Imprez Kulturalnych, a w 2006 objęła stanowisko dyrektora Ostrowskiego Centrum Kultury.
W grudniu 2014 prezydent Ostrowa Wielkopolskiego Beata Klimek powołała ją na swoją zastępczynię. Zakończyła urzędowanie w sierpniu 2019, przechodząc na emeryturę. W wyborach parlamentarnych w tym samym roku z ramienia Koalicji Obywatelskiej została wybrana do Senatu RP X kadencji z okręgu nr 95; głosowały na nią 80 084 osoby. W lutym 2021 przystąpiła do Platformy Obywatelskiej. W wyborach w 2023 z powodzeniem ubiegała się o senacką reelekcję (z wynikiem 84 325 głosów).

## Wyniki w wyborach ogólnopolskich
| Wybory | Komitet wyborczy  | Komitet wyborczy     | Organ            | Okręg | Wynik           |
| ------ | ----------------- | -------------------- | ---------------- | ----- | --------------- |
| 2019   |                   | Koalicja Obywatelska | Senat X kadencji | nr 95 | 80 084 (50,73%) |
| 2023   | Senat XI kadencji | Koalicja Obywatelska | 84 325 (44,43%)  | nr 95 |                 |